# Scoparia anagantis
Scoparia anagantis là một loài bướm đêm trong họ Crambidae.